# Żegiestów
Żegiestów (łem. Жеґестів, Żegestiw) – wieś w Polsce, położona w województwie małopolskim, w powiecie nowosądeckim, w gminie Muszyna. Żegiestów jest wsią sołecką położoną nad Popradem i Żegiestowskim Potokiem. Przez Żegiestów przebiega droga wojewódzka nr 971 oraz linia kolejowa nr 96. W latach 1975–1998 miejscowość znajdowała się w województwie nowosądeckim.

## Części wsi
| SIMC    | Nazwa            | Rodzaj     |
| ------- | ---------------- | ---------- |
| 0454758 | Łopata Polska    | przysiółek |
| 0454936 | Palenica         | przysiółek |
| 0454920 | Żegiestów-Stacja | część wsi  |
| 0454942 | Żegiestów-Zdrój  | osada      |

## Historia
W końcu XVI wieku wieś należała do biskupstwa krakowskiego, w powiecie sądeckim, w województwie krakowskim. Bp Franciszek Krasiński około 1574 wydał zgodę na założenie Żegiestowa, wsi wołoskiej. 
W okresie międzywojennym w miejscowości stacjonowała placówka Straży Granicznej I linii „Żegiestów”.
Po wojnie ludność łemkowska, która stanowiła 95% ludności, została przymusowo wysiedlona najpierw do Związku Radzieckiego, a potem w czasie akcji „Wisła”. Obecnie Żegiestów posiada stację kolejową Żegiestów oraz przystanek Żegiestów-Zdrój, szkołę podstawową, przedszkole, karczmę i remizę ochotniczej straży pożarnej, pełnowymiarowe boisko sportowe przy szkole.
W Żegiestowie mieści się dom Sióstr Loretanek, które pomagają w pracach kościelnych i duszpasterskich.

## Zabytki
Obiekty wpisane do rejestru zabytków nieruchomych województwa małopolskiego.
- Cerkiew pw. św. Michała Archanioła, obecnie kościół parafialny pw. św. Anny;
- Pensjonat „Warszawianka”
- budynek d. pensjonatu „Światowid”;
- sanatorium „Wiktor”;
- budynek „Domu Zdrojowego”.

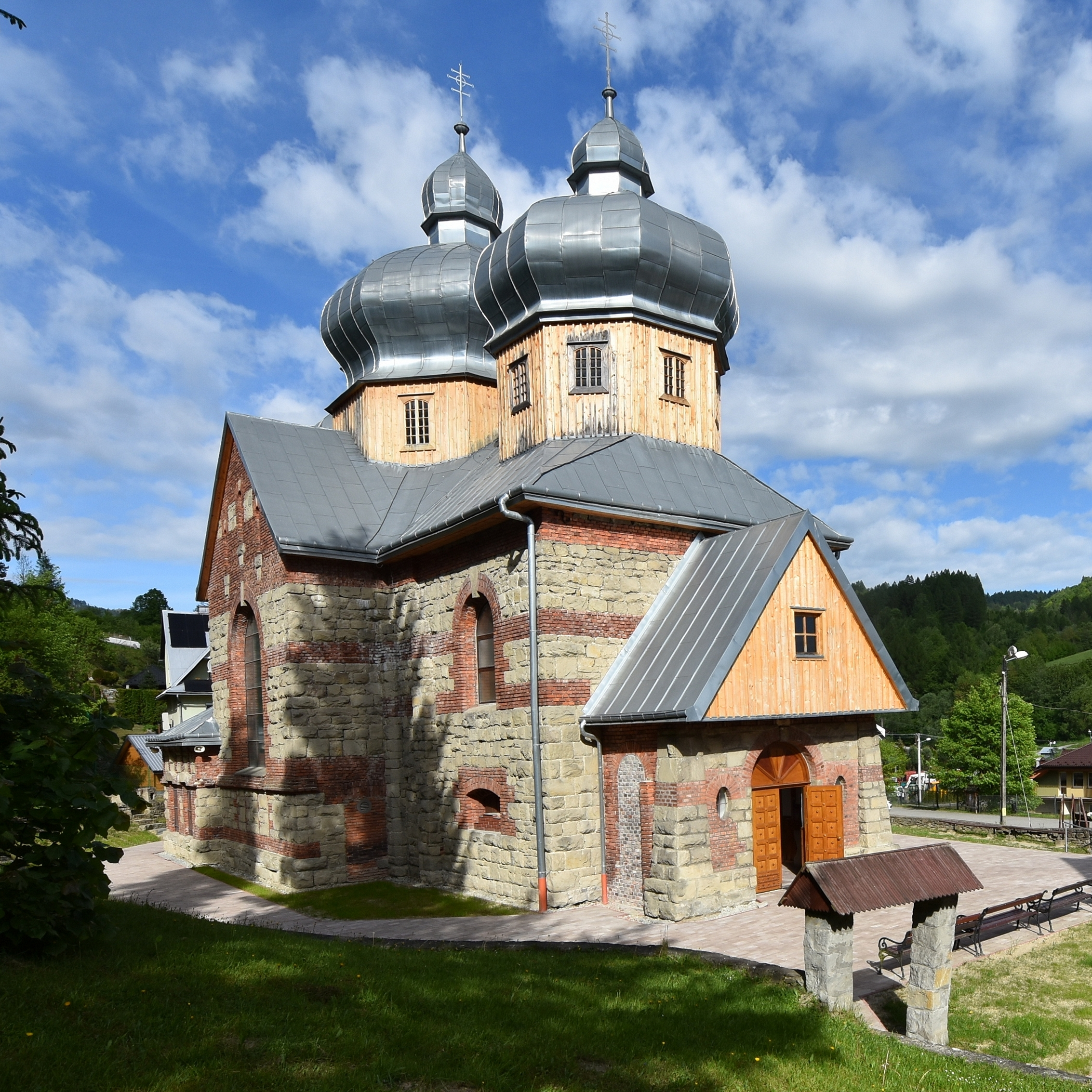
Zabytkowa dawna cerkiew
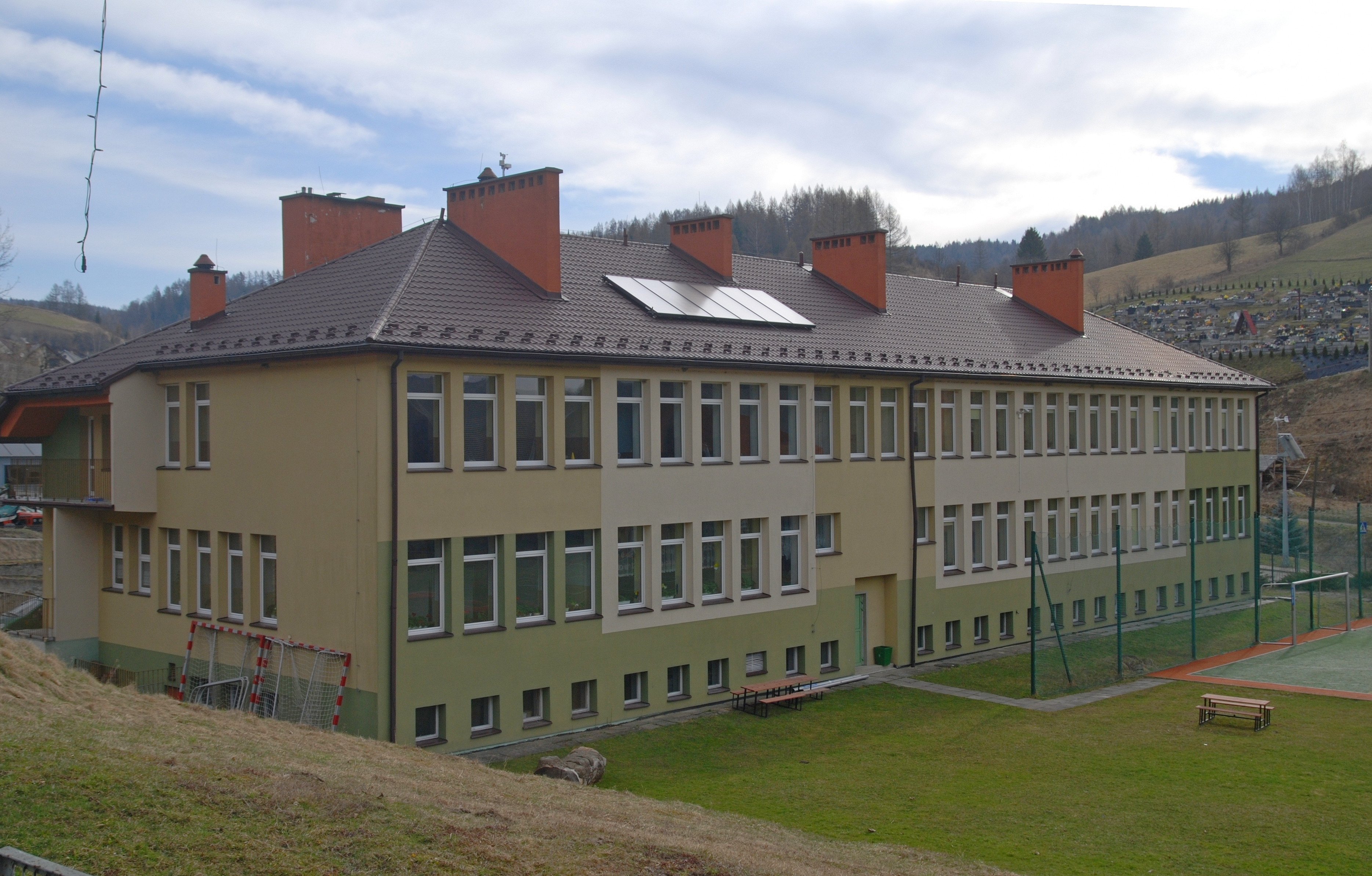
Szkoła podstawowa
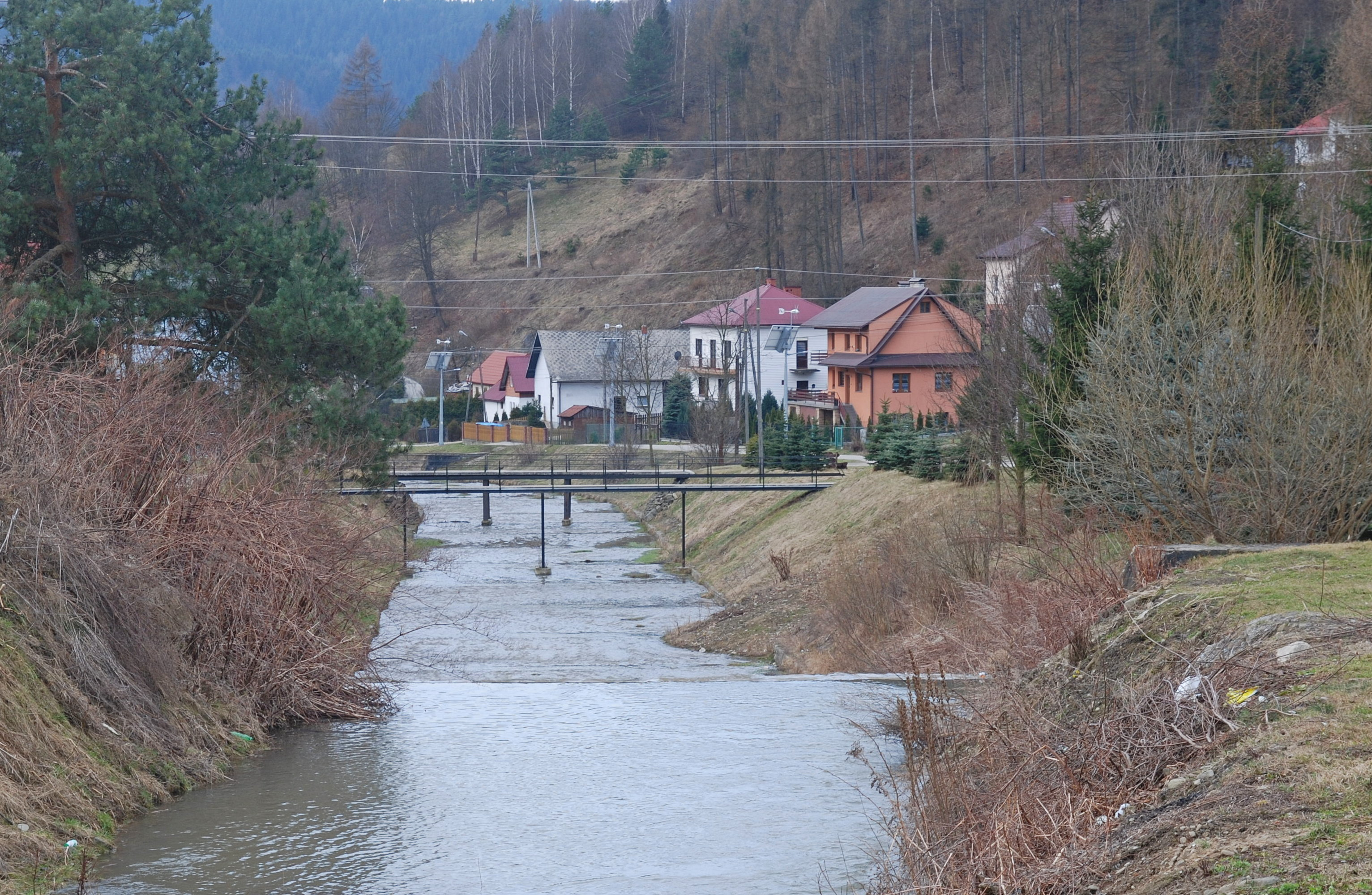
Żegiestowski Potok w Żegiestowie
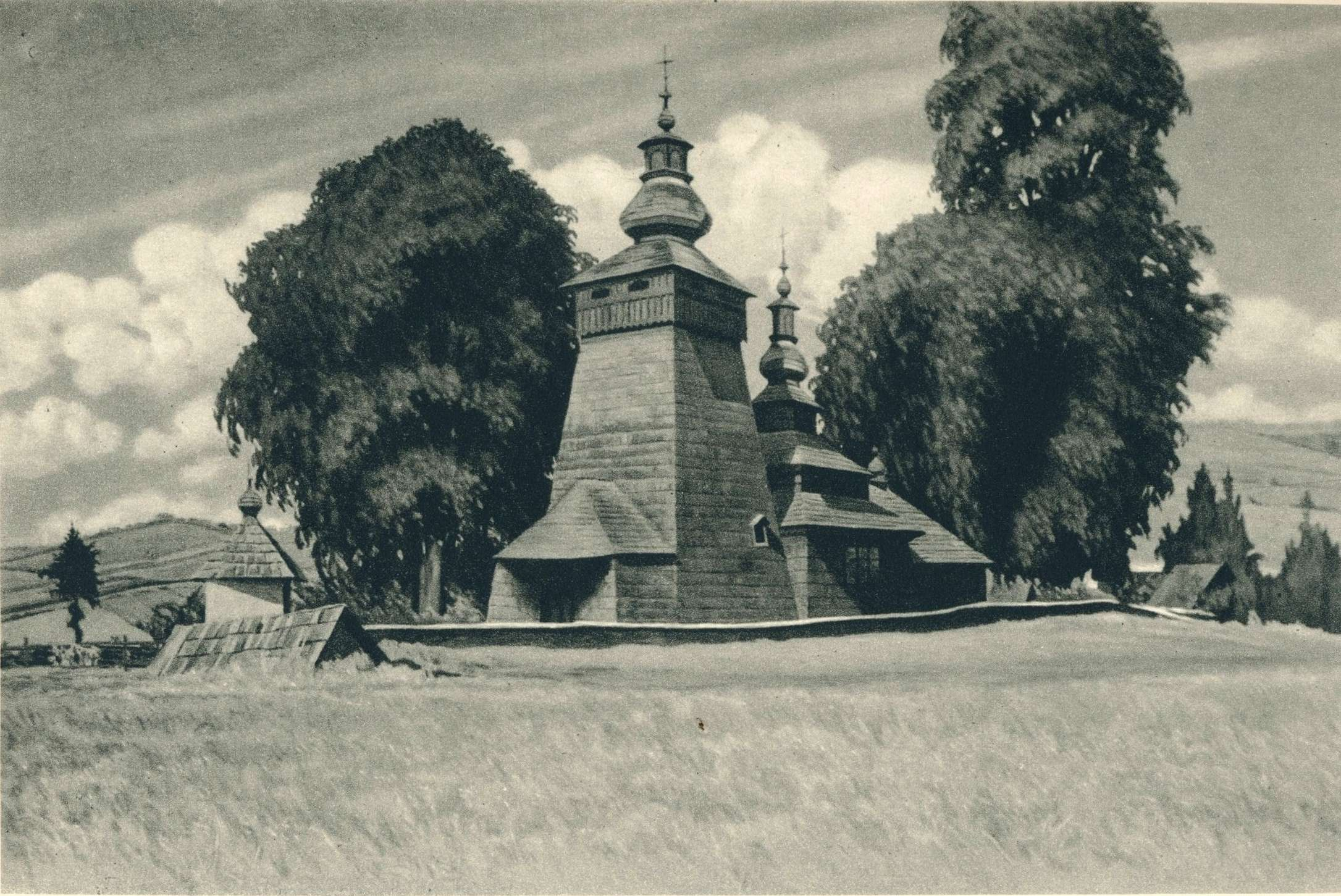
Krajobraz polski, obraz olejny z lat 1921–1922 malowany przez Henryka Grombeckiego w Warszawie na podstawie studiów z Żegiestowa

## Uzdrowisko Żegiestów
W 1924 roku część Żegiestowa uznano za uzdrowisko posiadające charakter użyteczności publicznej. Rozwijało się jednak powoli w cieniu niedalekich Krynicy i Piwnicznej. Pod koniec lat 60. FWP dysponował tu dwoma obiektami. Dom wczasowy „Wanda” posiadał w dwóch budynkach 64 miejsca noclegowe w których prowadzono wczasy rodzinne 14-dniowe. Latem dodatkowe miejsca organizowano w stojących obok domkach campingowych. W przedwojennym domu wypoczynkowym „Wiktor” dysponującym 138 miejscami funkcjonowało sanatorium, w którym prowadzono 24-dniowe pobyty lecznicze, w oparciu m.in. o własne źródło szczaw alkalicznych „Zofia”.
W uzdrowisku Żegiestów prowadzone jest obecnie leczenie w kierunkach: choroby układu trawienia, choroby reumatologiczne, choroby nerek i dróg moczowych.
Na terenie uzdrowiska znajdują się udokumentowane naturalne surowce lecznicze, tj. szczawy o mineralizacji w granicach 1,0–2,3 g/dm³. Są to szczawy typu wodorowęglanowo-wapniowo-magnezowego lub wodorowęglanowo-magnezowo-sodowego. Uzdrowisko posiada 4 ujęcia wód leczniczych: źródło Anna oraz 3 odwierty: Żegiestów II, Zofia II, Andrzej II.
Z uwagi na strukturę topograficzną Żegiestowa utworzono 2 strefy ochrony uzdrowiskowej. Pierwsza (A1-Ż) obejmuje tereny osady Żegiestów-Zdrój, a druga (A2-Ż) przysiółek Łopata Polska, gdzie znajduje się sanatorium „Wiktor”.

### Obiekty uzdrowiska
Sanatorium Wiktor w Żegiestowie Zdroju – autorstwa lwowskich architektów prof. Jana Bagieńskiego i Zbigniewa Wardzała jest przykładem wybitnej architektury modernizmu II RP. Wpisane do rejestru zabytków i wiernie wyremontowane w 2010 roku w tym z przywróceniem charakterystycznego dla modenizmu białego koloru elewacji.
Budynek jest wyposażony w taras wypoczynkowy na dachu, nowoczesne sanatoryjne gabinety zabiegowe, salę balową. Wnętrza pokryte przedwojennym marmurem i granitem.
Zakupem działki, na której stanął Wiktor, zainteresowany był Jan Kiepura, lecz nie mógł rywalizować z koncernem naftowym, któremu ostatecznie przypadła.
Obok Wiktora wznosi się budynek, zamieszkały obecnie przez pracowników sanatorium. Z tyłu budynku można zauważyć półokrągłą wieżyczkę, zwieńczoną kopułą. Jest to pozostałość po kaplicy – w tej willi bowiem w latach międzywojennych mieścił się pensjonat dla księży greckokatolickich; stąd też jego nazwa – Księżówka.
„Dom Zdrojowy” – zabytkowy modernistyczny budynek sanatoryjny w Żegiestowie Zdroju, wybudowany w latach 1925–1929 według projektu prof. Adolfa Szyszko-Bohusza. 

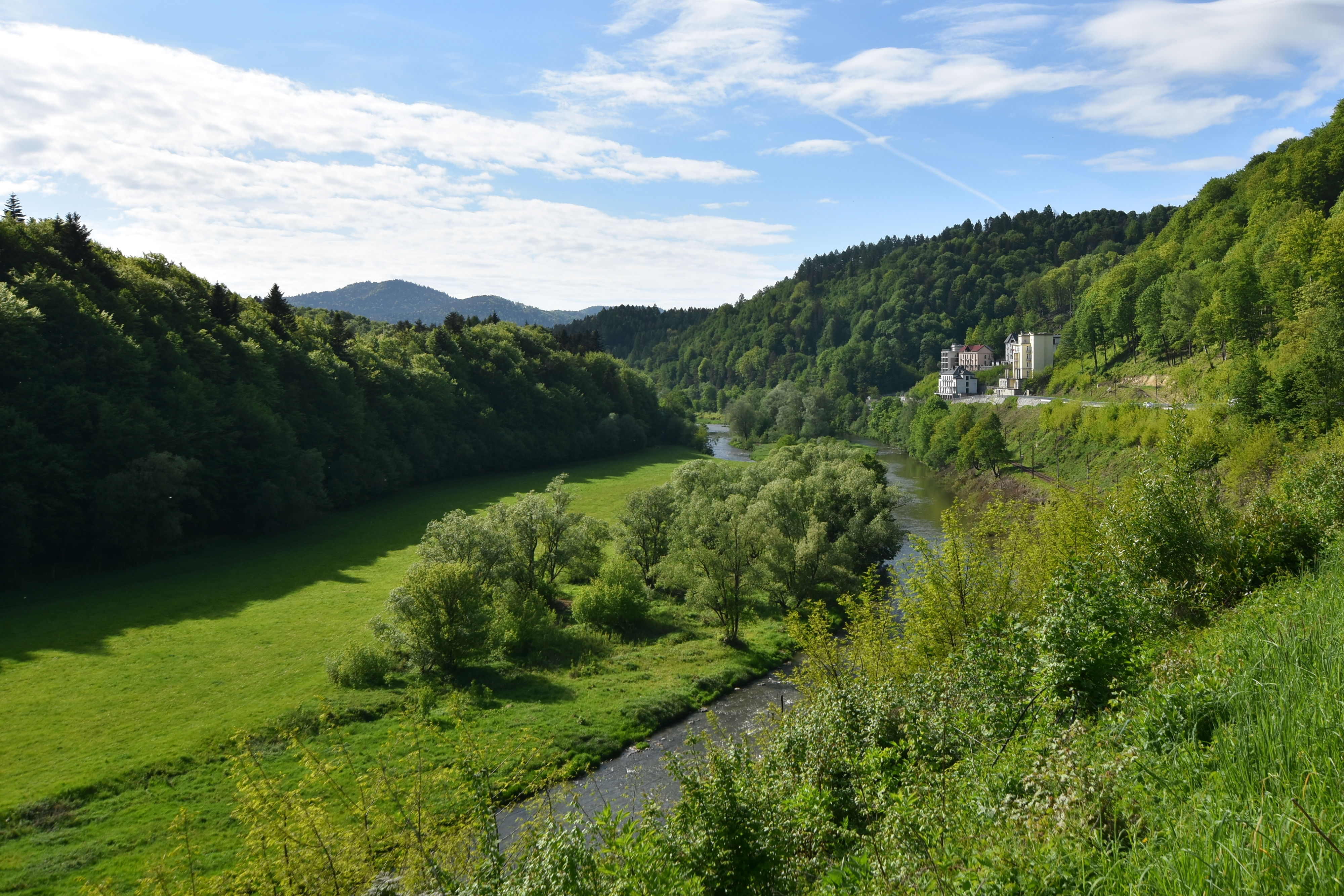
Żegiestów-Zdrój
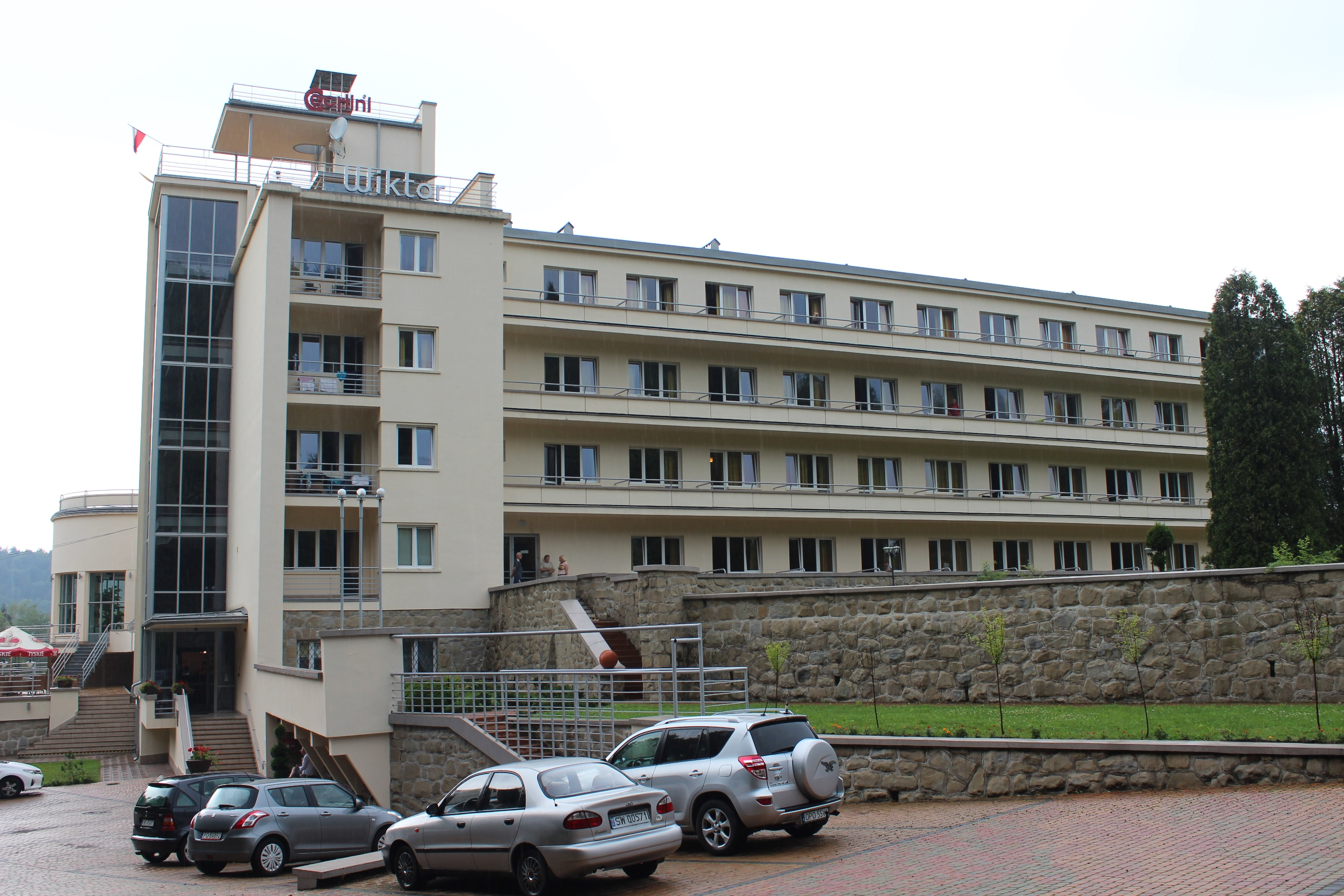
Sanatorium „Wiktor”
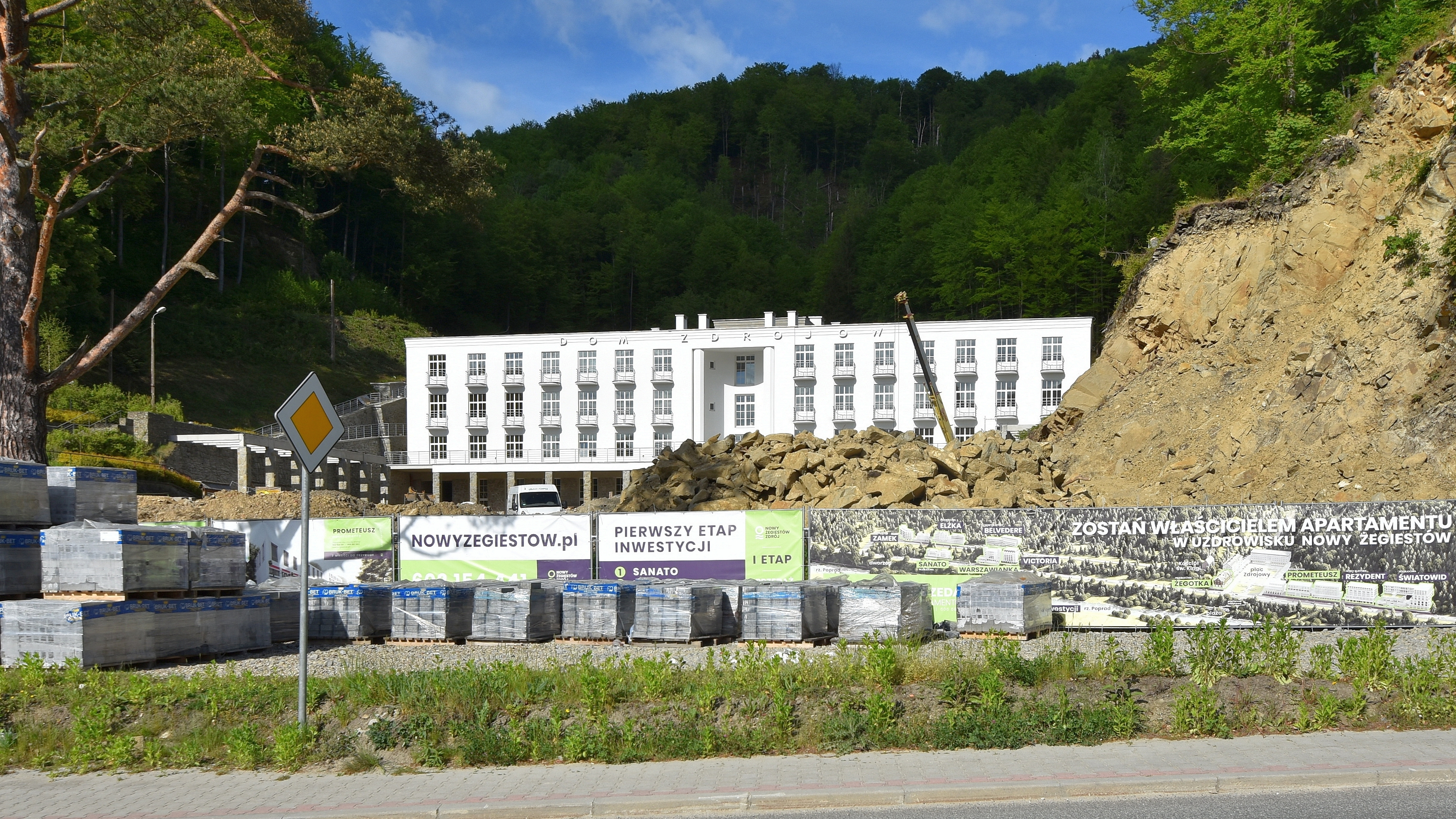
Sanatorium Dom Zdrojowy w trakcie remontu (2024)
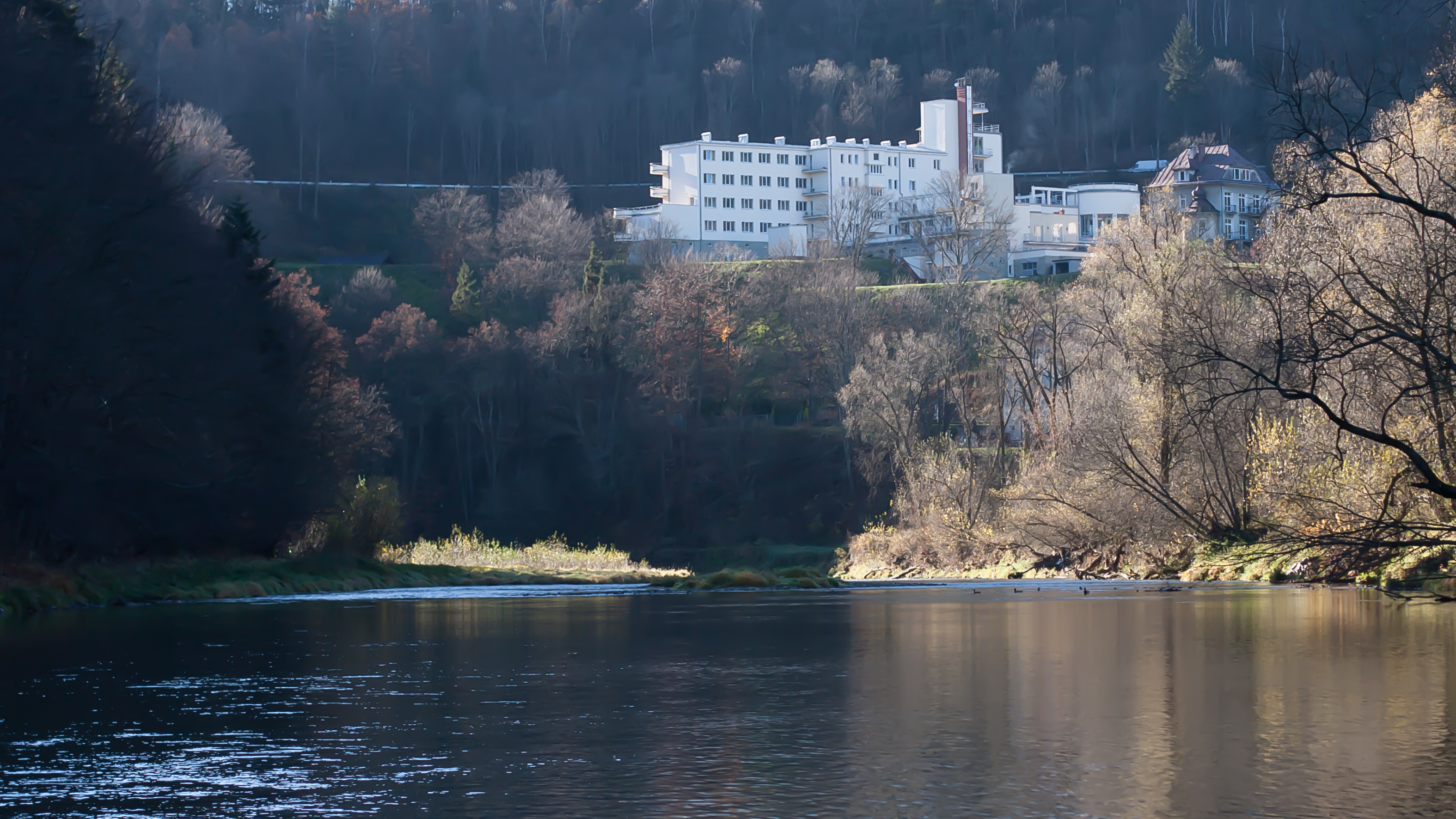
Willa Księżówka z wieżyczką (po prawej)

## Ochotnicza straż pożarna
W 1931 roku została założona przez ludność pochodzenia łemkowskiego Jednostka OSP, po wojnie reaktywowana przez ludność polską. Jednostka od 2013 roku działa w KSRG. Posiada na wyposażeniu Volvo FL 280 GBARt 3/16.

## Demografia
Ludność według spisów powszechnych, w 2009 roku według PESEL.
| Rok    | 1900 | 1921 | 1931 | 2002 |
| Liczba | 135  | 179  | 200  | 175  |

| Zwierzęta | Konie | Bydło | Owce | Świnie |
| Liczba    | 32    | 500   | 470  | 80     |

## Szlaki turystyczne
Muszynka – Rezerwat przyrody Okopy Konfederackie – Wojkowa – Muszyna – Szczawnik – Pusta Wielka (1061 m) – Żegiestów
 Żegiestów – Pusta Wielka (1061 m) – Runek (1082 m) – Przełęcz Krzyżowa – Krynica-Zdrój – Góra Parkowa (Krynica-Zdrój) (741 m) – Powroźnik – Leluchów
 Żegiestów – Pusta Wielka (1061 m)